# Geum quellyon
Geum quellyon är en rosväxtart som beskrevs av Robert Sweet. Geum quellyon ingår i släktet nejlikrotsläktet, och familjen rosväxter. Inga underarter finns listade i Catalogue of Life.

## Bildgalleri

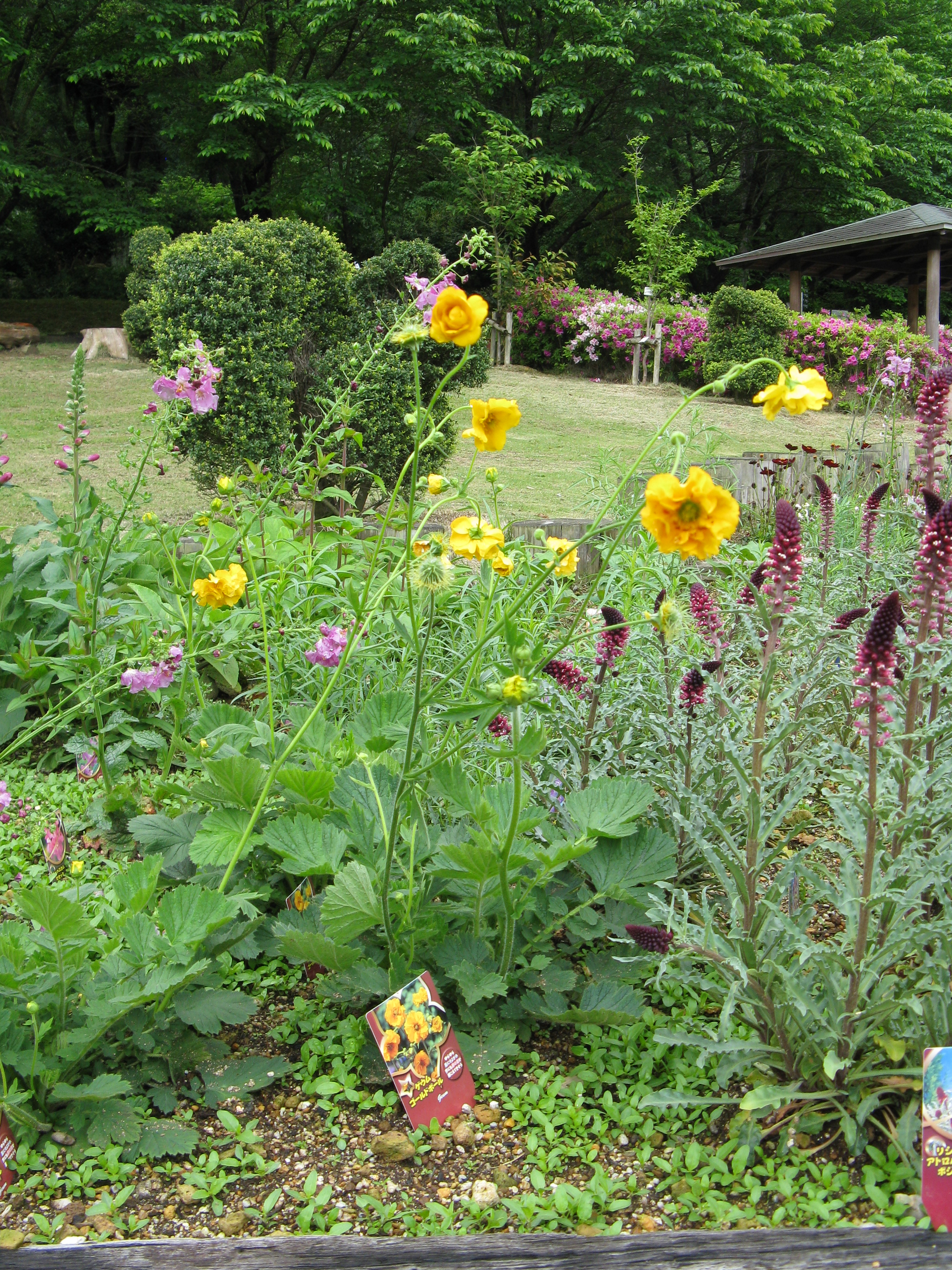
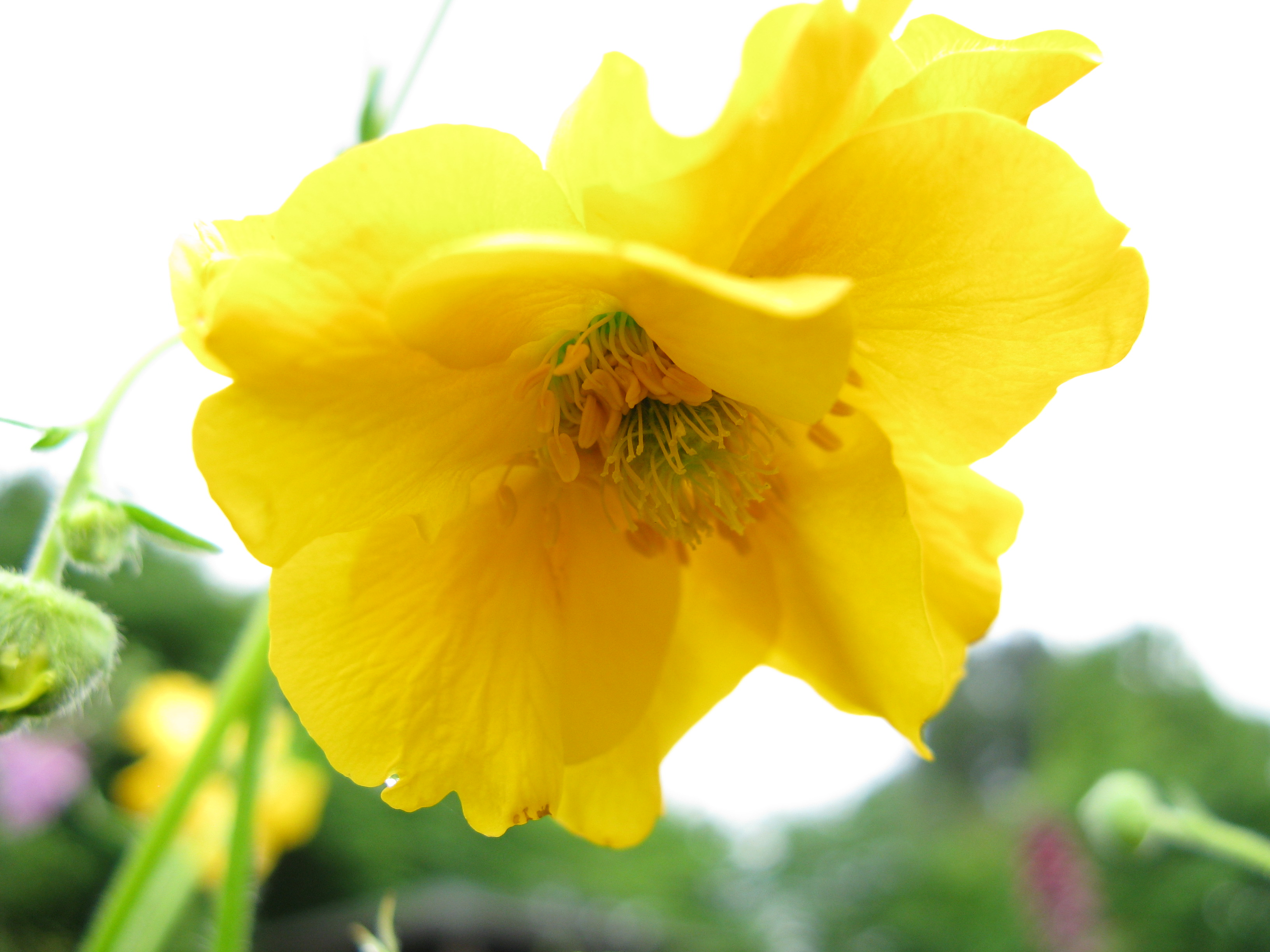
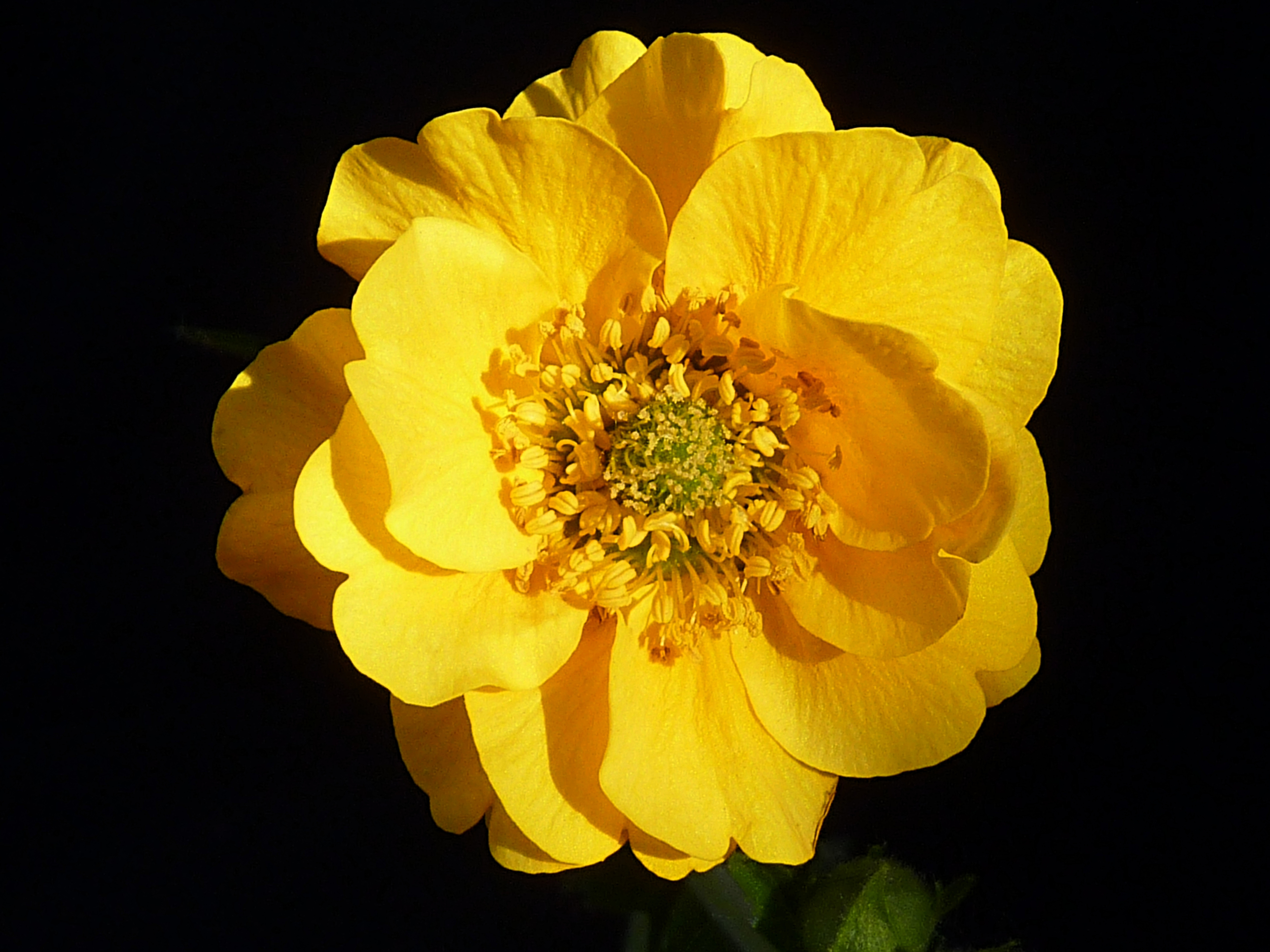
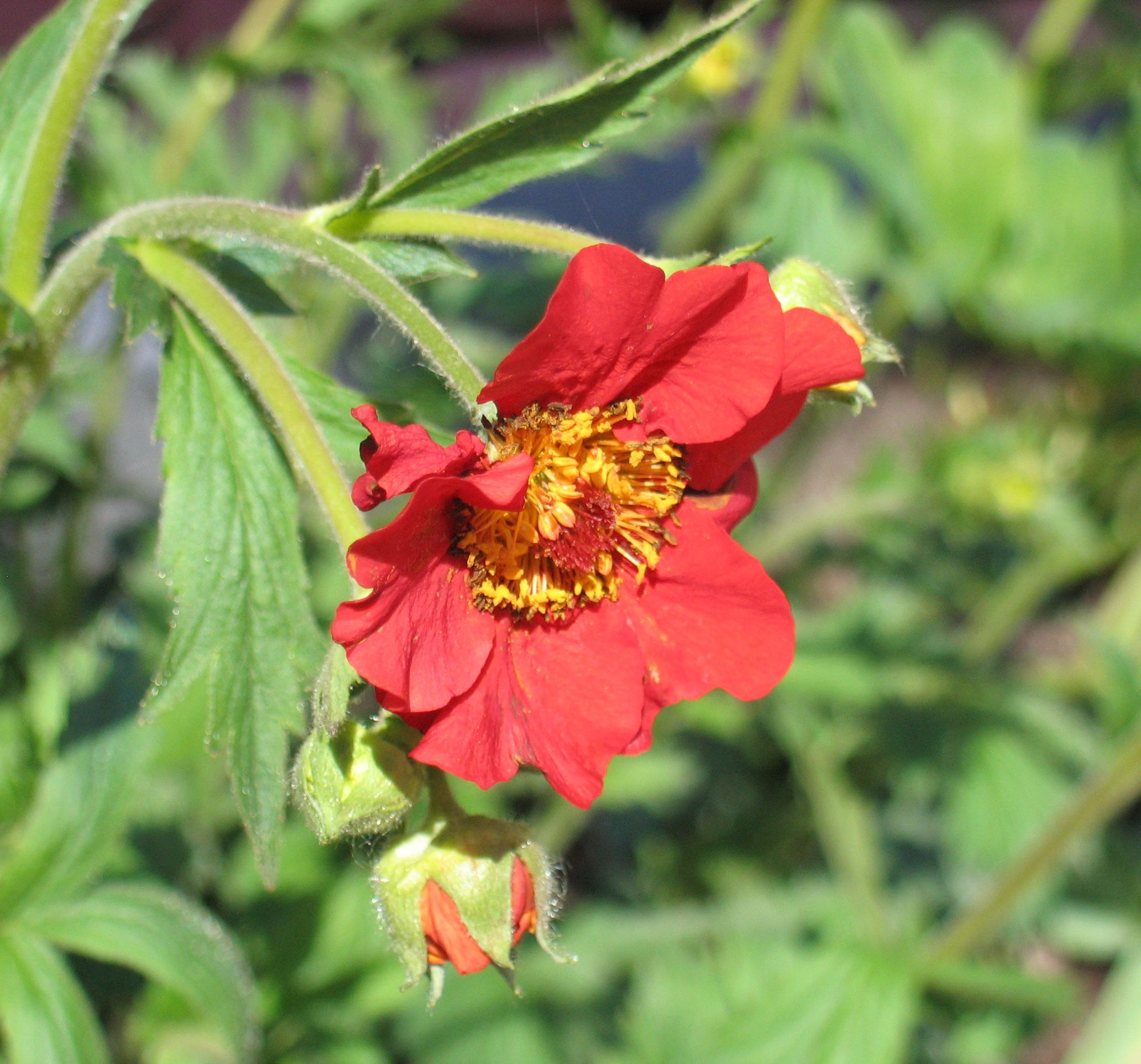
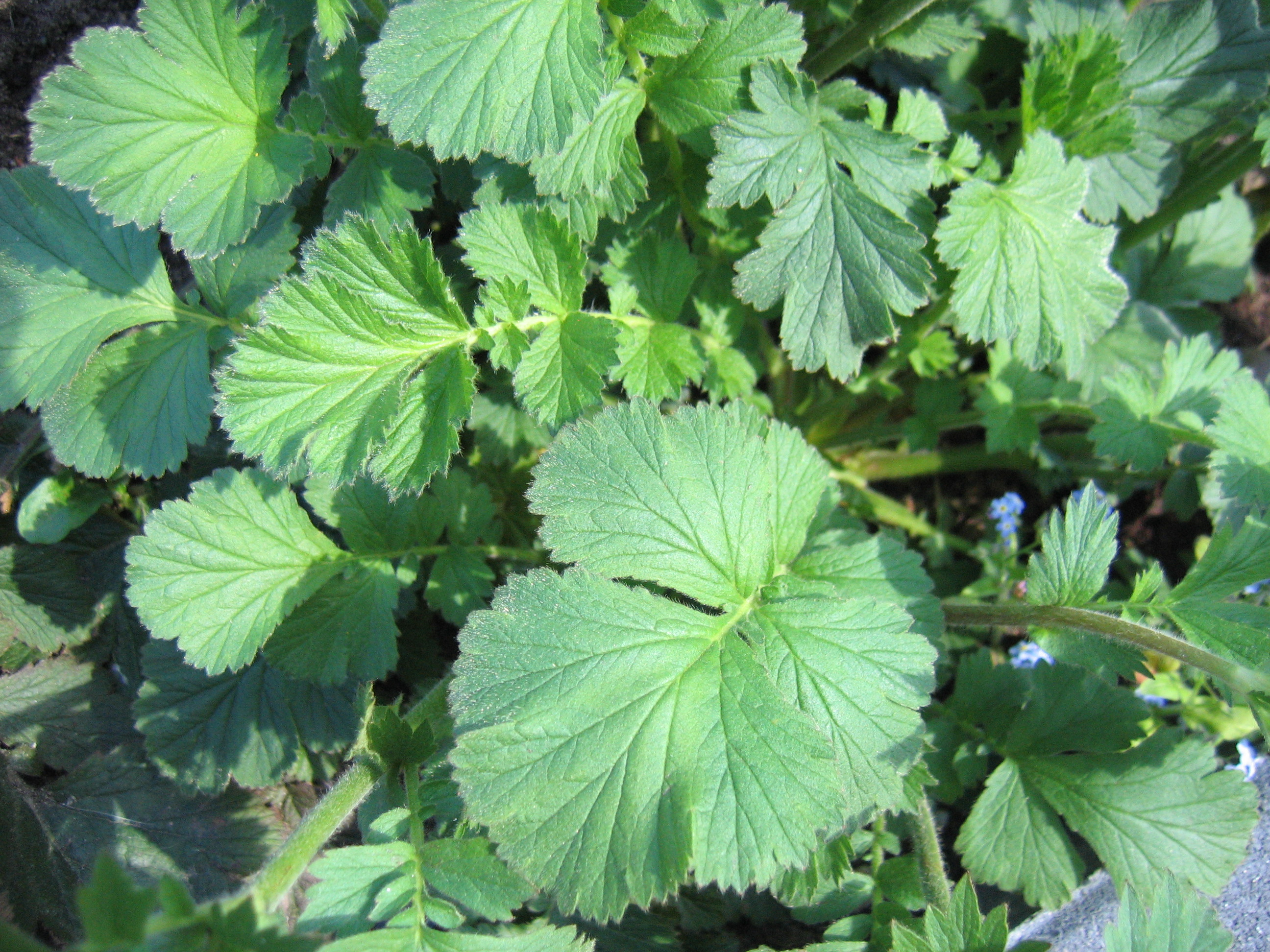
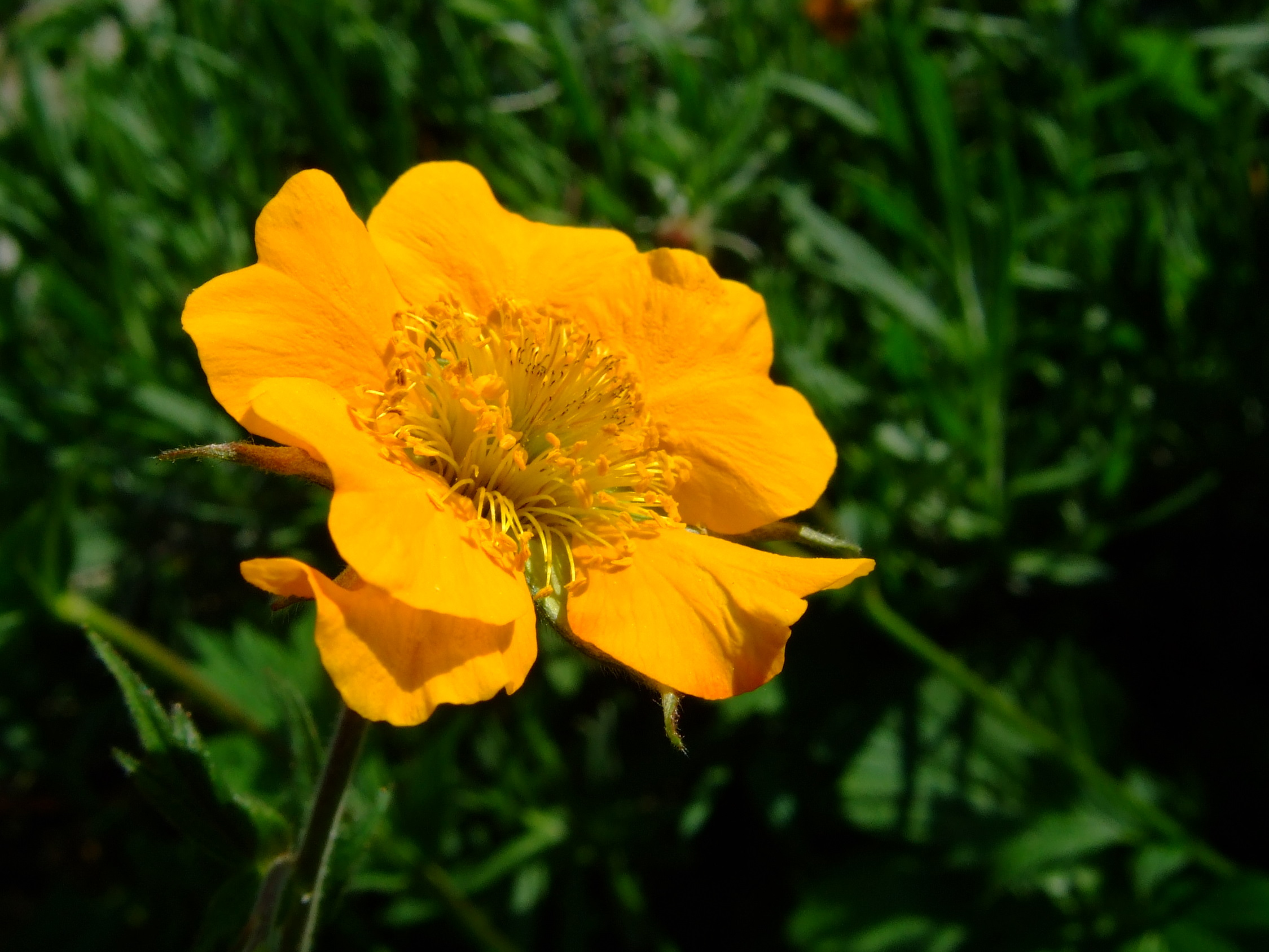